# Ronny Bruckner
Ronny Bruckner, znany również jako Yaron Bruckner (ur. 31 marca 1957 w Brukseli, zm. 4 sierpnia 2013 w Izraelu) – belgijski biznesmen.

## Kariera
Ronny Bruckner zaczął życie zawodowe w wieku 20 lat jako dyrektor spółki Zidav, wyspecjalizowanej w wymianie handlowej z Rumunią, Polską i byłą Jugoslawią.
W 1981 założył konsorcjum obecnie znane pod nazwą Eastbridge Group i został jego dyrektorem generalnym. Eastbridge jest spółką prywatną posiadającą ponad 40 oddziałów w Europie i Stanach Zjednoczonych, która zatrudnia ponad 10 000 osób. Firma specjalizuje się w nieruchomościach (Grupa nabyła 25% udziałów w spółce akcyjnej lmmobel SA, będącej deweloperem nieruchomości notowanej przez Euronext we wrześniu 2010), a również w rozrywkach, mediach, modzie oraz spółkach szkolnictwa prywatnego.
W marcu 2011 roku, Ronny Bruckner został mianowany jako członek niewykonawczy Rady Administracyjnej spółki Ageas, na okres trzech lat, aż do Walnego Rocznego Zgromadzenia Wspólników w roku 2014. Kandydatura Brucknera została zaproponowana przez Cresida Investments, akcjonariusza reprezentującego przynajmniej 1% kapitału.
W 1994, wraz z Eastbridge, Ronny Bruckner wykupił spółkę Empik, krajową sieć sklepów specjalizującą się w multimediach, porównywalną do sieci sklepów FNAC, która w 2009 miała 134 sklepy w Polsce oraz 23 sklepy na Ukrainie.
Zmarł w niedzielę, 4 sierpnia 2013 roku, w Izraelu w wieku 56 lat. Jego pogrzeb odbył się w poniedziałek, 5 sierpnia 2013 roku, na Górze Oliwnej w Jerozolimie.

## Działalność charytatywna

### Poland for Europe
Od roku 1996 do roku 2000, Ronny Bruckner był założycielem i prezesem organizacji non-profit Poland for Europe, której celem było promowanie przystąpienia Polski do Unii Europejskiej poprzez rozwijanie i poszerzanie znajomości kultury i sztuki polskiej w Europie. Poland for Europe miała w swoim Komitecie Członków Honorowych takie osobistości jak:
- Aleksander Kwaśniewski w charakterze prezesa honorowego (prezydent Polski w latach 1995–2005)
- Jacques Delors (były przewodniczący Komisji Unii Europejskiej)
- Felipe Gonzales (były premier Hiszpanii)
- Wilfried Martens (były premier Belgii)
- Mario Soares (były premier Portugalii)
- Hans-Dietrich Genscher (były minister spraw zagranicznych Republiki Federalnej Niemiec)
- Stuart Eizenstat (były amerykański ambasador przy Unii Europejskiej)

Stowarzyszenie Poland for Europe zostało rozwiązane w 2000 roku.

### PlaNet Finance
Od założenia w 1998 przez Jacques’a Attaliego PlaNet Finance, której zadaniem jest zmniejszenie biedy poprzez rozwój mikrofinansów, Ronny Bruckner udzielał się jako przewodniczący Rady Nadzorczej tej organizacji non-profit. PlaNet Finance ma w swoim Komitecie Członków Honorowych takie osobistości, jak:
- Edouard Balladur (były premier Francji)
- Muhammad Yunus (założyciel Grameen Bank/Grupy Grameen, który otrzymał nagrodę pokojową Nobla)
- Boutros Boutros-Ghali (były sekretarz generalny Organizacji Narodów Zjednoczonych)
- Jacques Delors (były przewodniczący Komisji Unii Europejskiej)
- Szimon Peres (były prezydent Izraela, laureat Pokojowej Nagrody Nobla w roku 1994)
- Michel Rocard (były premier Francji)

## Sztuka
Ronny Bruckner był również członkiem Komitetu przyjaciół Musica Mundi, inicjatywy utworzonej w celu rozwijania talentów młodych muzyków w wieku od 10 do 18 lat podczas szkoleń, umożliwienia im spotkań z innymi muzykami, którzy zdobyli już renomę. Musica Mundi jest organizatorem międzynarodowego festiwalu muzyki salonowej.
Ronny Bruckner był również partnerem festiwalu muzyki w Menton we Francji (Festival de Musique de Menton), który w 2012 roku organizował 62 edycję.